# Муниципальное образование «Новонукутское»
Муниципальное образование «Новонукутское» — сельское поселение в Нукутском районе Иркутской области Российской Федерации.
Административный центр — посёлок Новонукутский.

## История
Статус и границы сельского поселения установлены Законом Усть-Ордынского Бурятского автономного округа от 30 декабря 2004 года № 67-оз «О статусе и границах муниципальных образований Аларского, Баяндаевского, Боханского, Нукутского, Осинского, Эхирит-Булагатского районов Усть-Ордынского Бурятского автономного округа».

## Население
| 2010  | 2011  | 2012  | 2013  | 2014  | 2015  | 2016  |
| ----- | ----- | ----- | ----- | ----- | ----- | ----- |
| 4525  | ↘4519 | ↘4502 | ↗4563 | ↗4570 | ↗4653 | ↗4741 |
| 2017  |       |       |       |       |       |       |
| ↗4882 |       |       |       |       |       |       |

По переписи населения 2010 года численность населения муниципального образования составила 4525 человек, в том числе 2097 мужчин и 2428 женщин.

## Состав сельского поселения
| № | Населённый пункт | Тип населённого пункта          | Население |
| - | ---------------- | ------------------------------- | --------- |
| 1 | Заречный         | посёлок                         | ↘364      |
| 2 | Новонукутский    | посёлок, административный центр | ↗3505     |
| 3 | Татхал-Онгой     | деревня                         | ↗730      |